# Біг-Лейк (Міссурі)
Біг-Лейк (англ. Big Lake) — селище (англ. village) в США, в окрузі Голт штату Міссурі. Населення — 65 осіб (2020).

## Географія
Біг-Лейк розташований за координатами 40°4′22″ пн. ш. 95°21′2″ зх. д. / 40.07278° пн. ш. 95.35056° зх. д. (40.072721, -95.350529).  За даними Бюро перепису населення США в 2010 році селище мало площу 6,77 км², з яких 4,25 км² — суходіл та 2,52 км² — водойми.

## Демографія
Згідно з переписом 2010 року, у селищі мешкало 159 осіб у 84 домогосподарствах у складі 50 родин. Густота населення становила 23 особи/км².  Було 386 помешкань (57/км²).
Расовий склад населення:
| - 97,5 % — білих - 1,3 % — корінних американців - 1,3 % — чорних або афроамериканців |

До двох чи більше рас належало 0,0 %. Частка іспаномовних становила 0,0 % від усіх жителів.
За віковим діапазоном населення розподілялося таким чином: 8,2 % — особи молодші 18 років, 62,2 % — особи у віці 18—64 років, 29,6 % — особи у віці 65 років та старші. Медіана віку мешканця становила 55,6 року. На 100 осіб жіночої статі у селищі припадало 109,2 чоловіків;  на 100 жінок у віці від 18 років та старших — 105,6 чоловіків також старших 18 років.
Середній дохід на одне домашнє господарство  становив 52 184 долари США (медіана — 39 250), а середній дохід на одну сім'ю — 60 651 долар (медіана — 41 094). Медіана доходів становила 41 458 доларів для чоловіків та 21 250 доларів для жінок. За межею бідності перебувало 4,9 % осіб, у тому числі 0,0 % дітей у віці до 18 років та 13,9 % осіб у віці 65 років та старших.
Цивільне працевлаштоване населення становило 41 осіб. Основні галузі зайнятості: освіта, охорона здоров'я та соціальна допомога — 24,4 %, роздрібна торгівля — 22,0 %, транспорт — 17,1 %.